# Dracaena multiflora
Dracaena multiflora là một loài thực vật có hoa trong họ Măng tây. Loài này được Warb. ex Sarasin mô tả khoa học đầu tiên năm 1905.